# Jean-Baptiste Lemoyne
Jean-Baptiste Lemoyne (Parigi, 15 febbraio 1704 – Parigi, 27 luglio 1778) è stato uno scultore e pittore francese del XVIII secolo che lavorò sia in stile rococò che in stile neoclassico.
Realizzò statue monumentali per i Giardini di Versailles ma era più noto per i suoi busti espressivi.

## Biografia
Suo padre Jean-Louis Lemoyne, anch'egli scultore, fu il suo primo insegnante. In seguito divenne allievo di un altro importante scultore, Robert Le Lorrain. A volte viene chiamato Jean-Baptiste II Lemoyne o "il giovane" per distinguerlo dallo zio omonimo, un altro scultore, Jean-Baptiste Lemoyne il Vecchio.
Ottenne il prix de Rome, assegnato dall'Académie royale de peinture et de sculpture, ma rimase a Parigi per aiutare il padre divenuto cieco. Divenne membro dell'Accademia nel 1838 e, in seguito, ne divenne il direttore. Come gli altri scultori reali, realizzò statue per i giardini di Versailles. Era un favorito particolare di Madame de Pompadour, l'amante del re e una importante mecenate delle arti. Realizzò una graziosa scultura rococò di Vertumno e Pomona, due personaggi delle Metamorfosi di Ovidio, che era uno dei temi preferiti di Madame Pompadour. La scultura è ora al museo del Louvre. Fece anche uno busto di Madame de Pompadour nei panni di una ninfa. Fece diversi busti di Luigi XV e una statua equestre del re per il cortile della nuova École militaire, ma fu distrutta durante la Rivoluzione francese.
Era particolarmente noto per la qualità dei suoi busti, che catturavano le sfumature fugaci dell'espressione e davano un senso di movimento. I suoi importanti busti-ritratto includono quelli del naturalista René Antoine Ferchault de Réaumur (1751), del pittore Noël-Nicolas Coypel (1760) dello scienziato Fontenelle (a Versailles), di Madame de Pompadour e di Maria Antonietta nel 1771. È considerato il più abile degli scultori rococò francesi.
Tra i suoi allievi vi furono Étienne Maurice Falconet Jean-Baptiste Pigalle e Augustin Pajou.

## Sculture

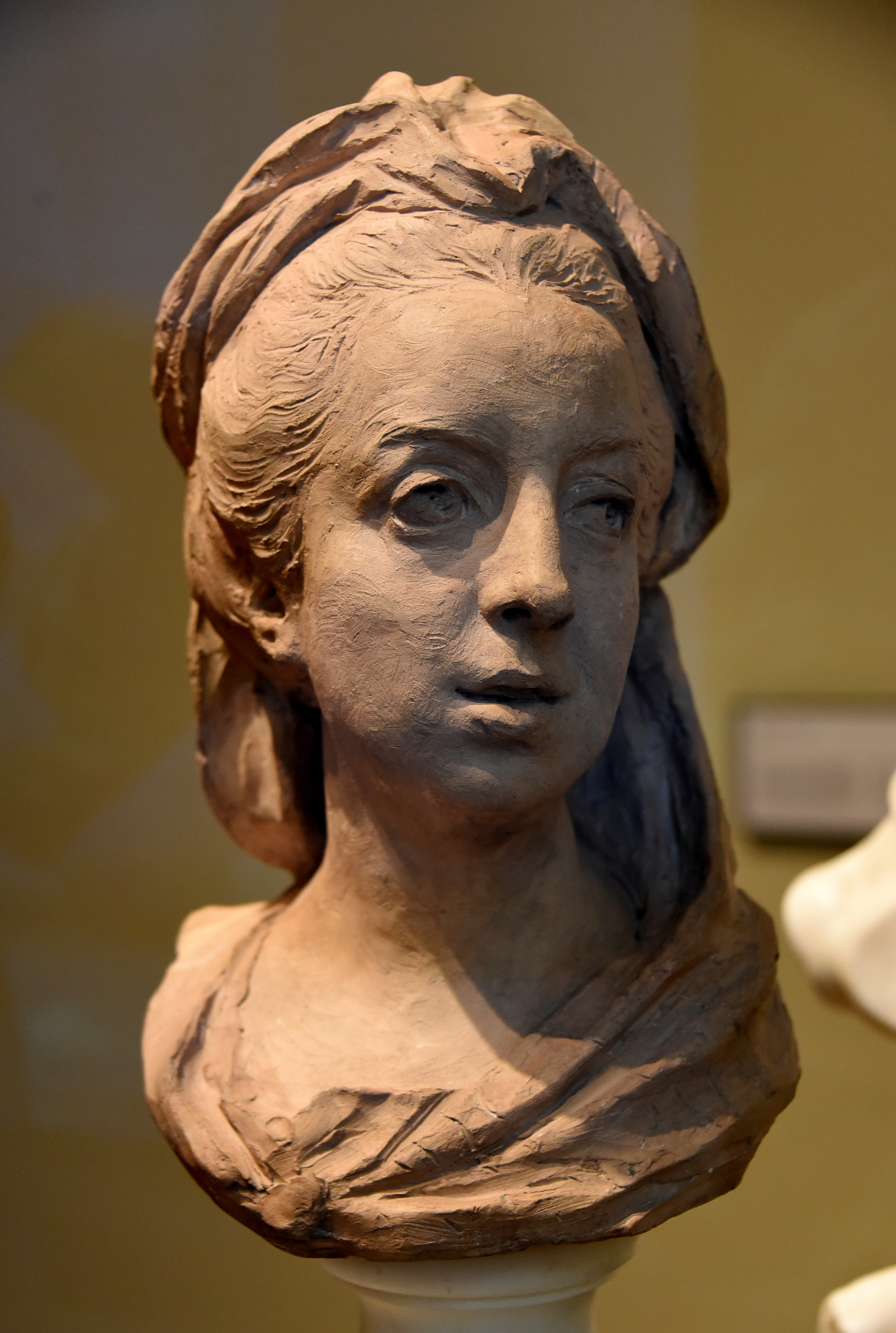
La Contessa di Feuquieres di Jean-Baptiste Lemoyne. Terracotta, circa 1738. Parigi, al Victoria and Albert Museum, Londra
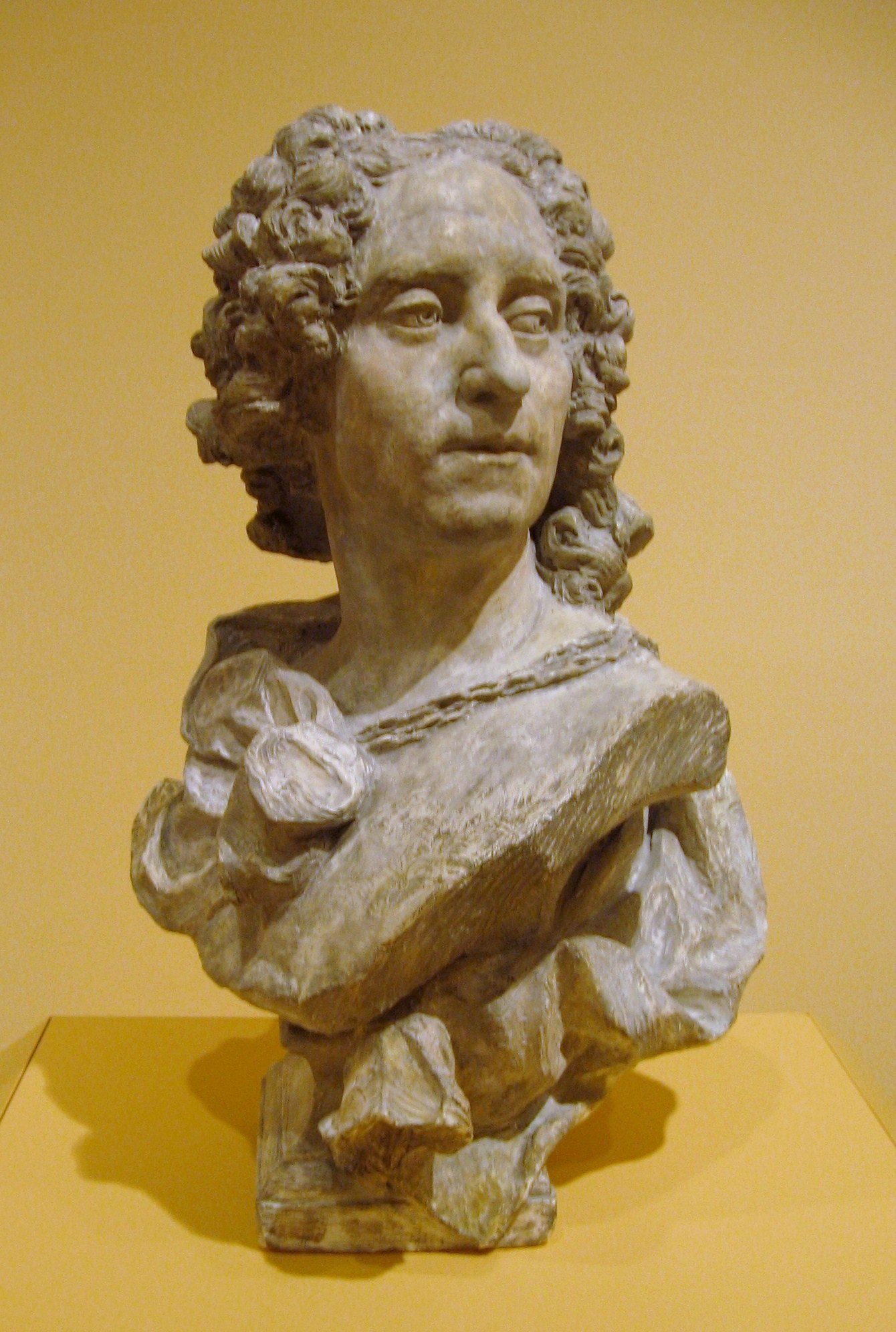
Un busto in gesso del suo amico Noël-Nicolas Coypel, 1730 (Snite Museum of Art)
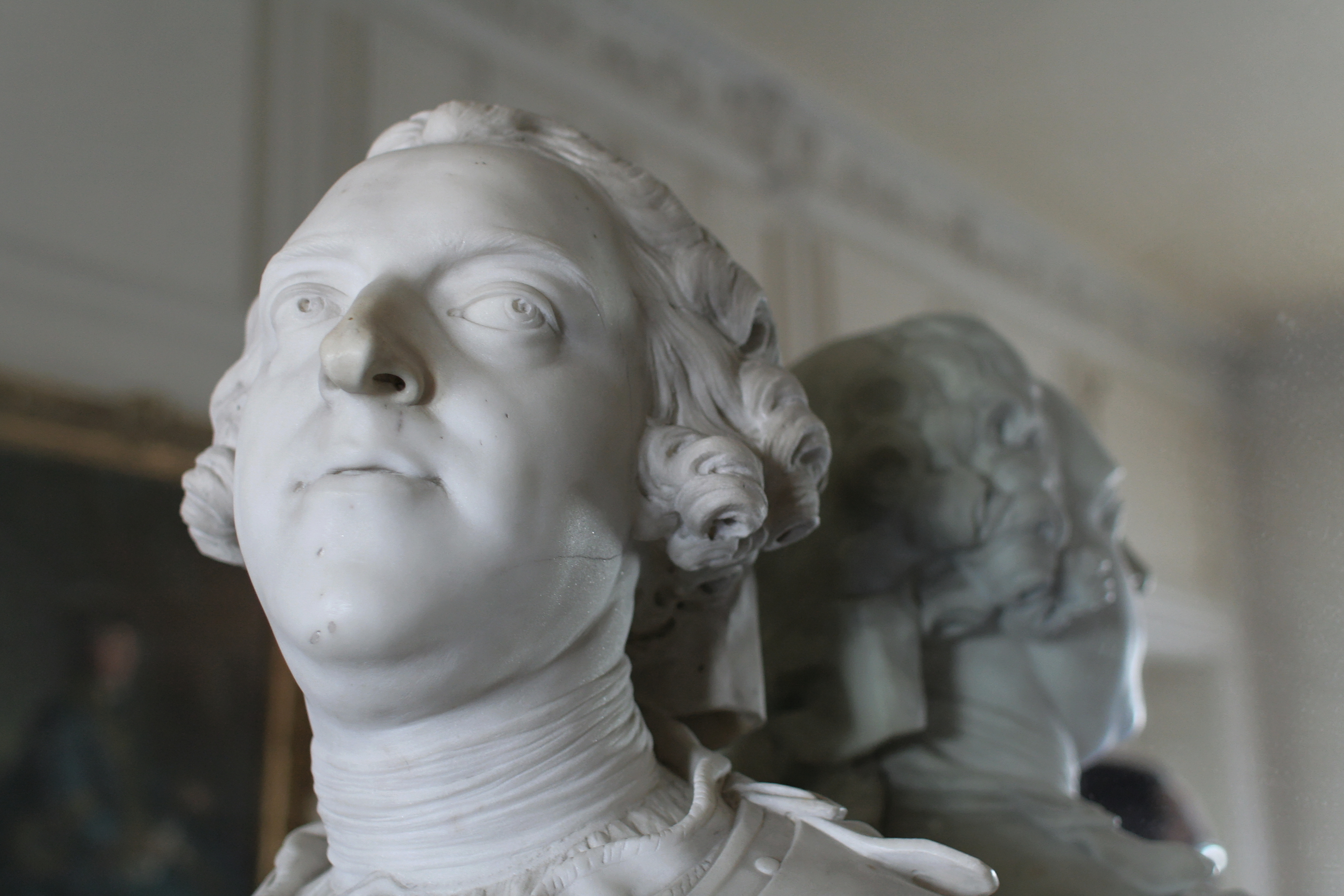
Luigi XV (1749), Reggia di Versailles
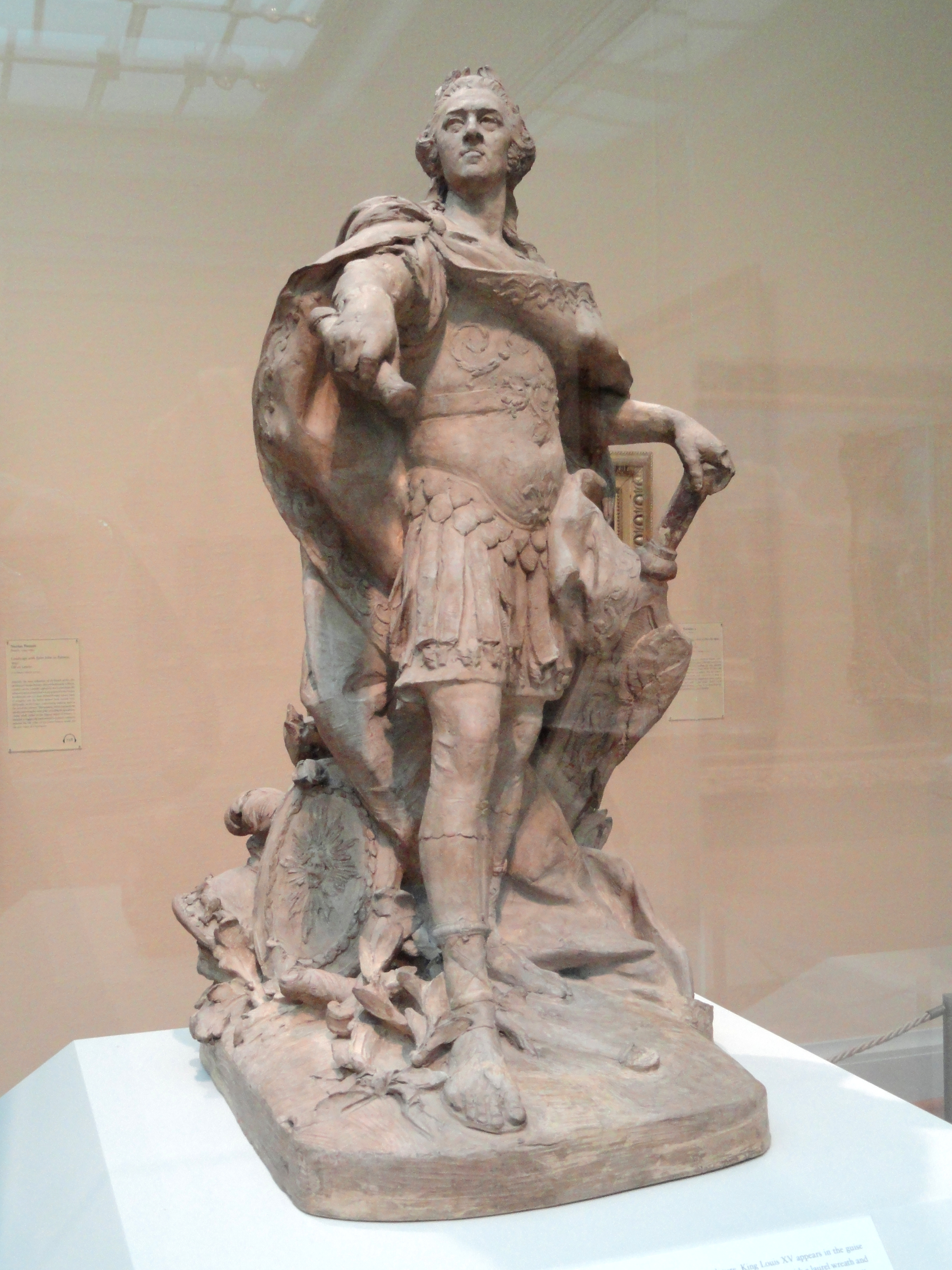
Modello per un monumento a Luigi XV a Rennes (1746–48), Art Institute of Chicago
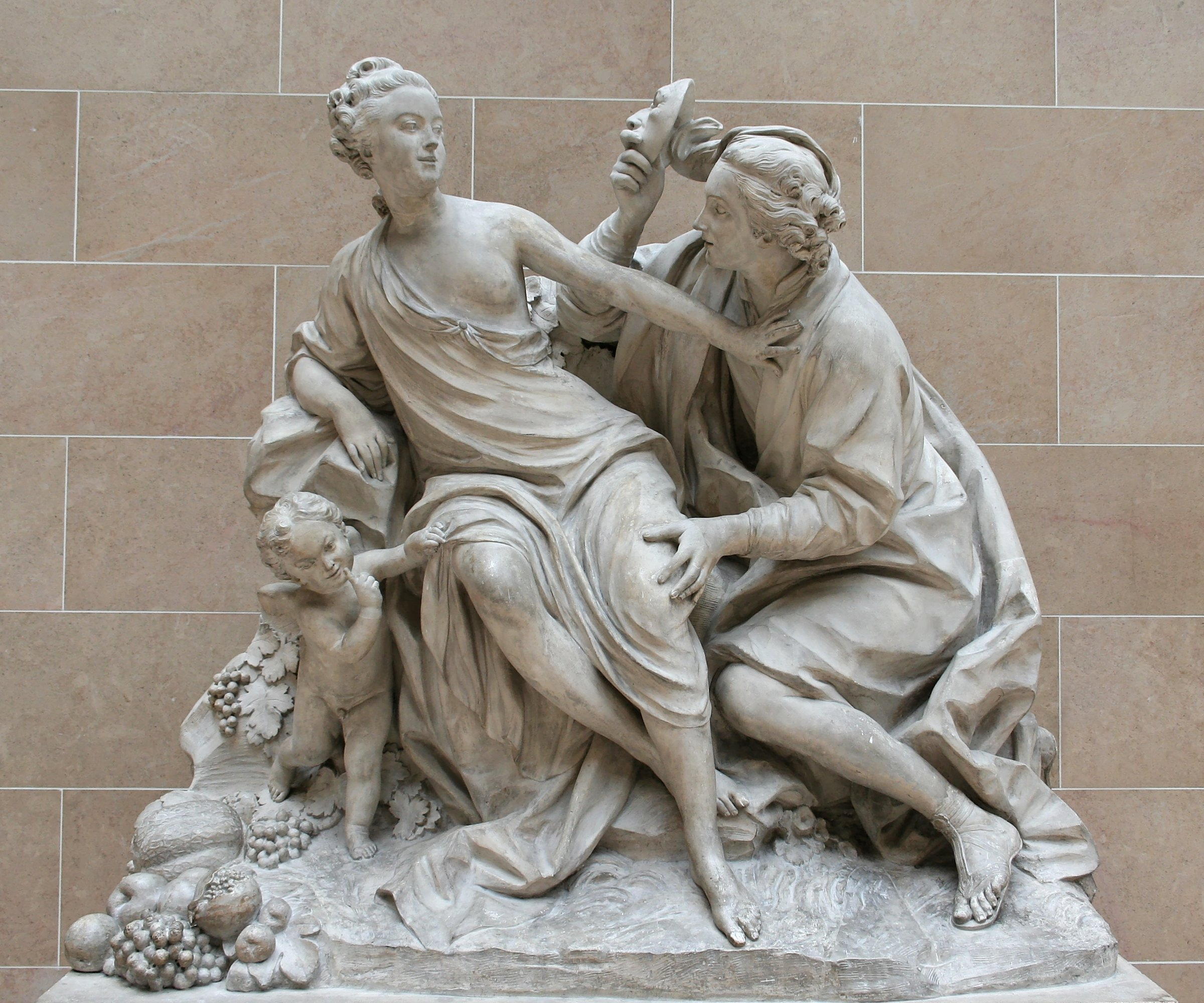
Vertumno e Pomona, 1760 (Museo del Louvre)
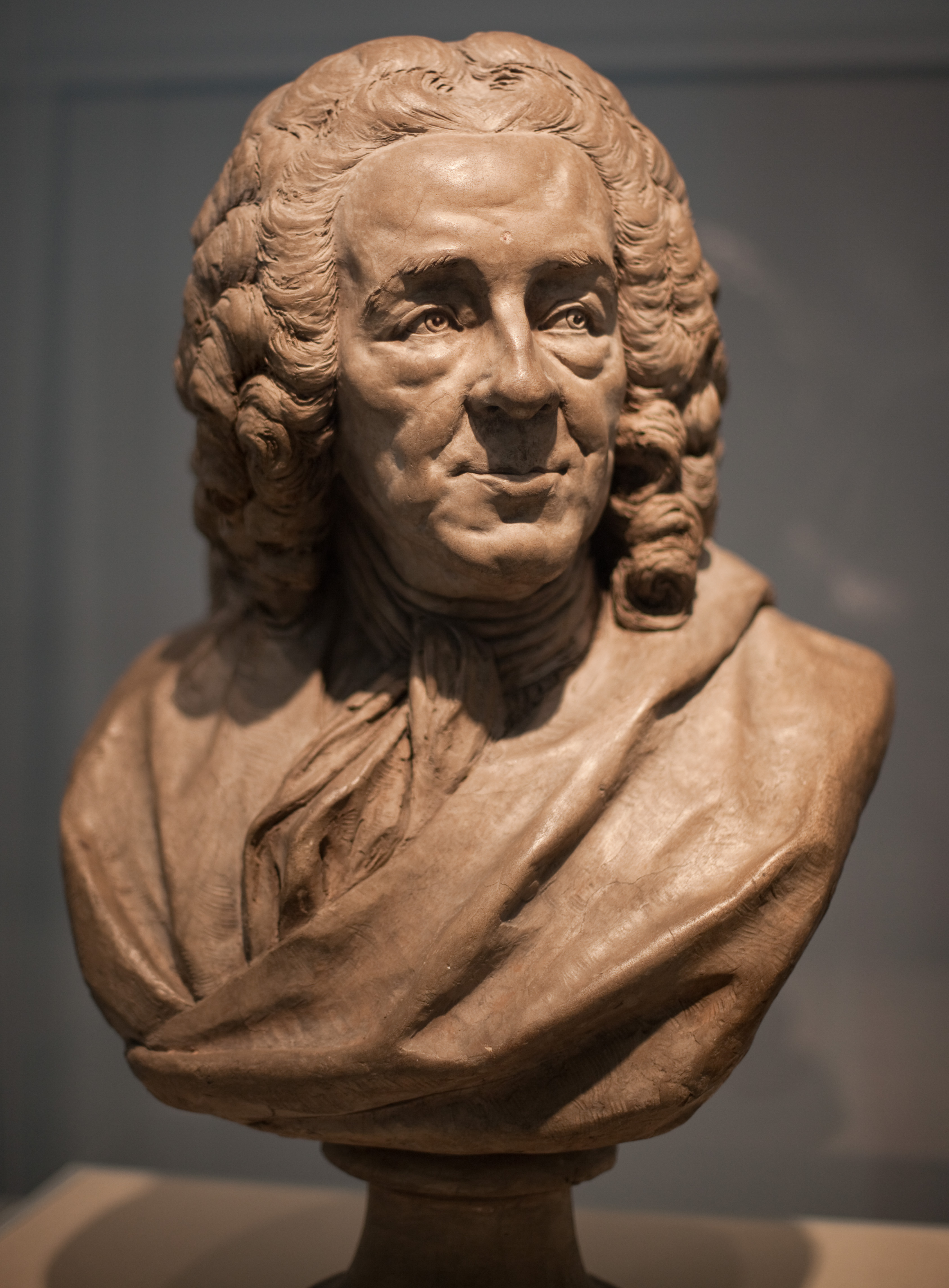
Saggista e scienziato Bernard le Bovier de Fontenelle (1749) Carnegie Museum of Art
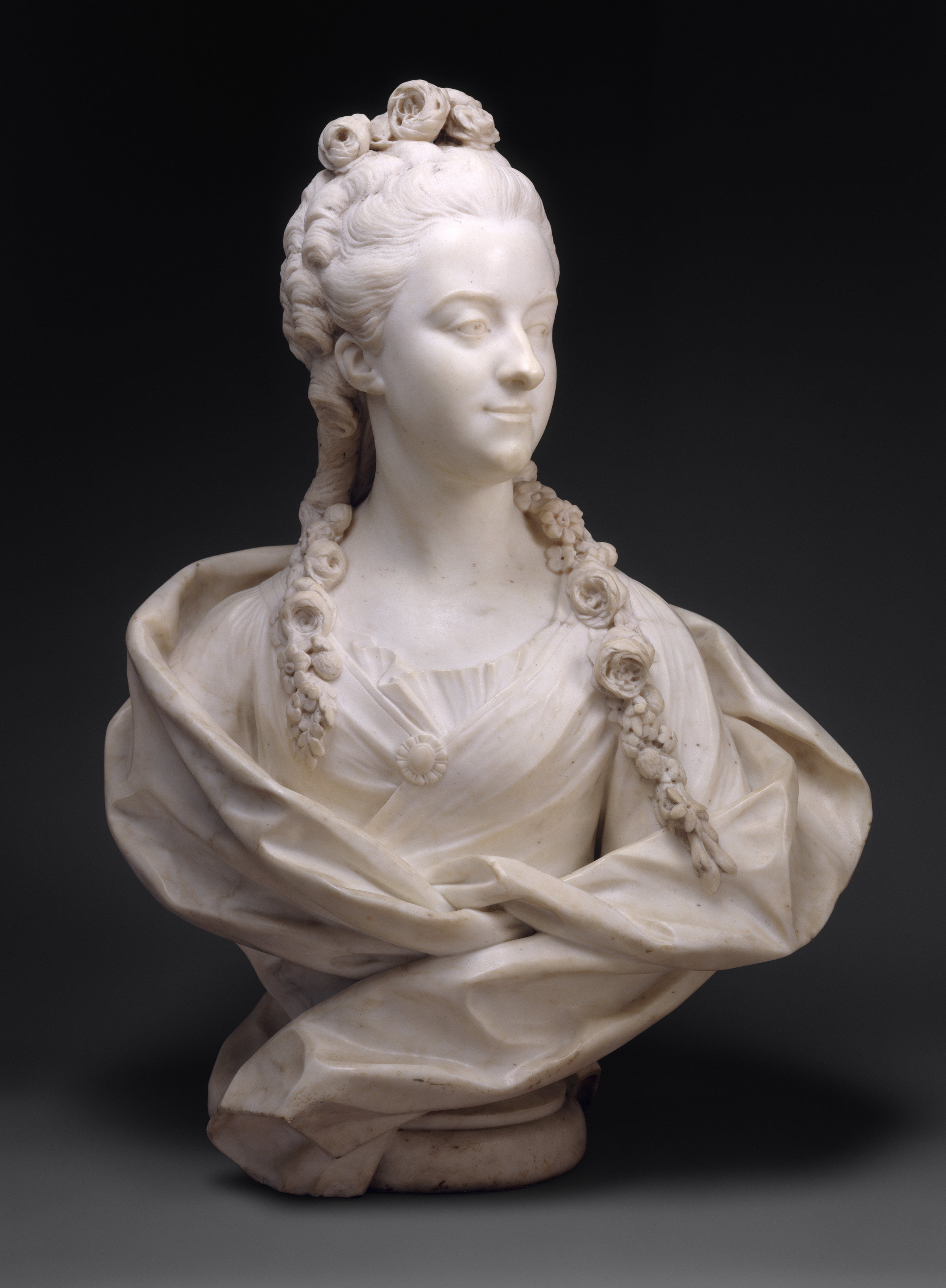
Geneviève-Françoise Randon de Malboissière (1768), Metropolitan Museum of Art
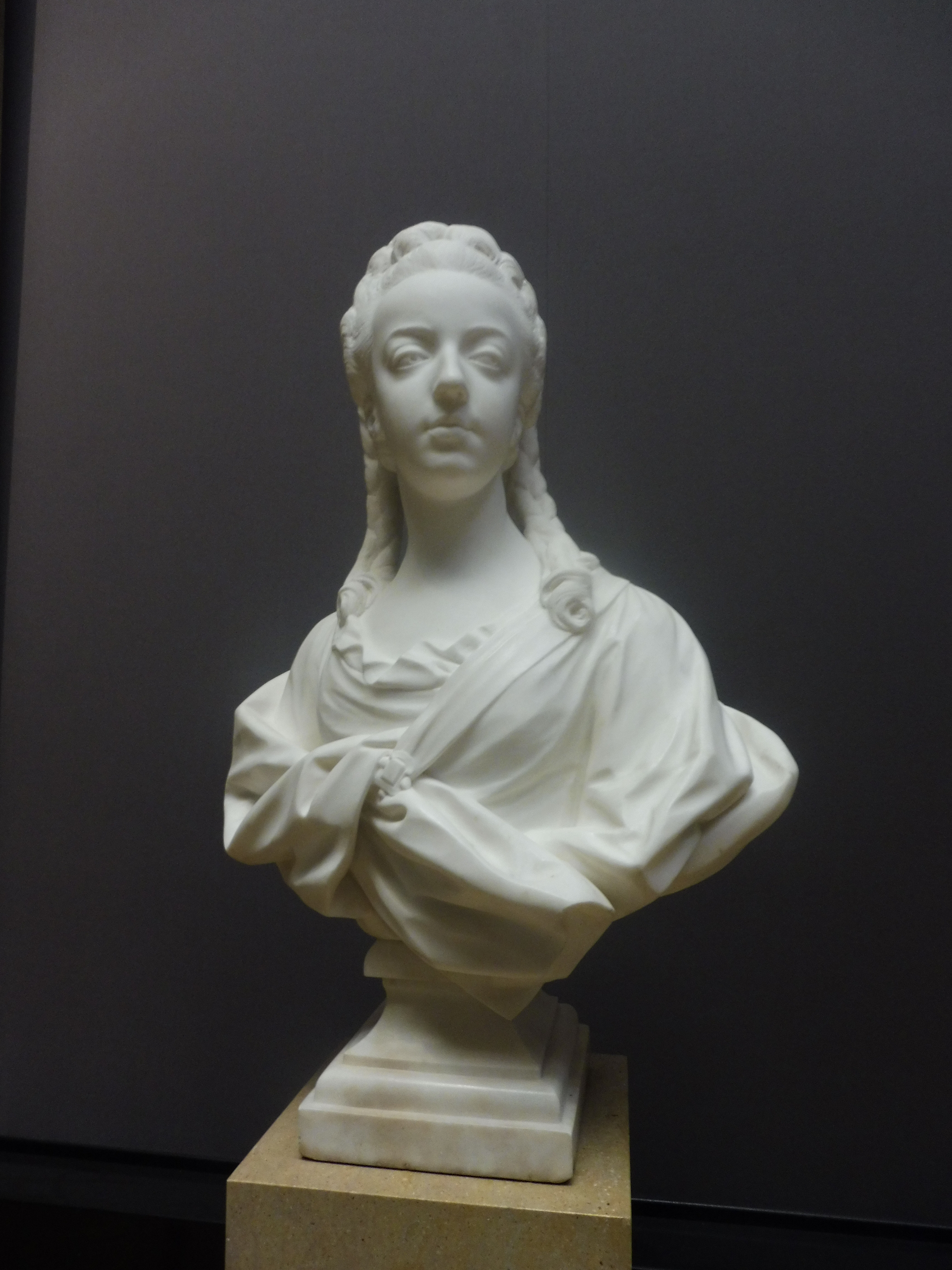
Maria Antonietta (1771) (Musée d'Histoire de l'art, Vienna)
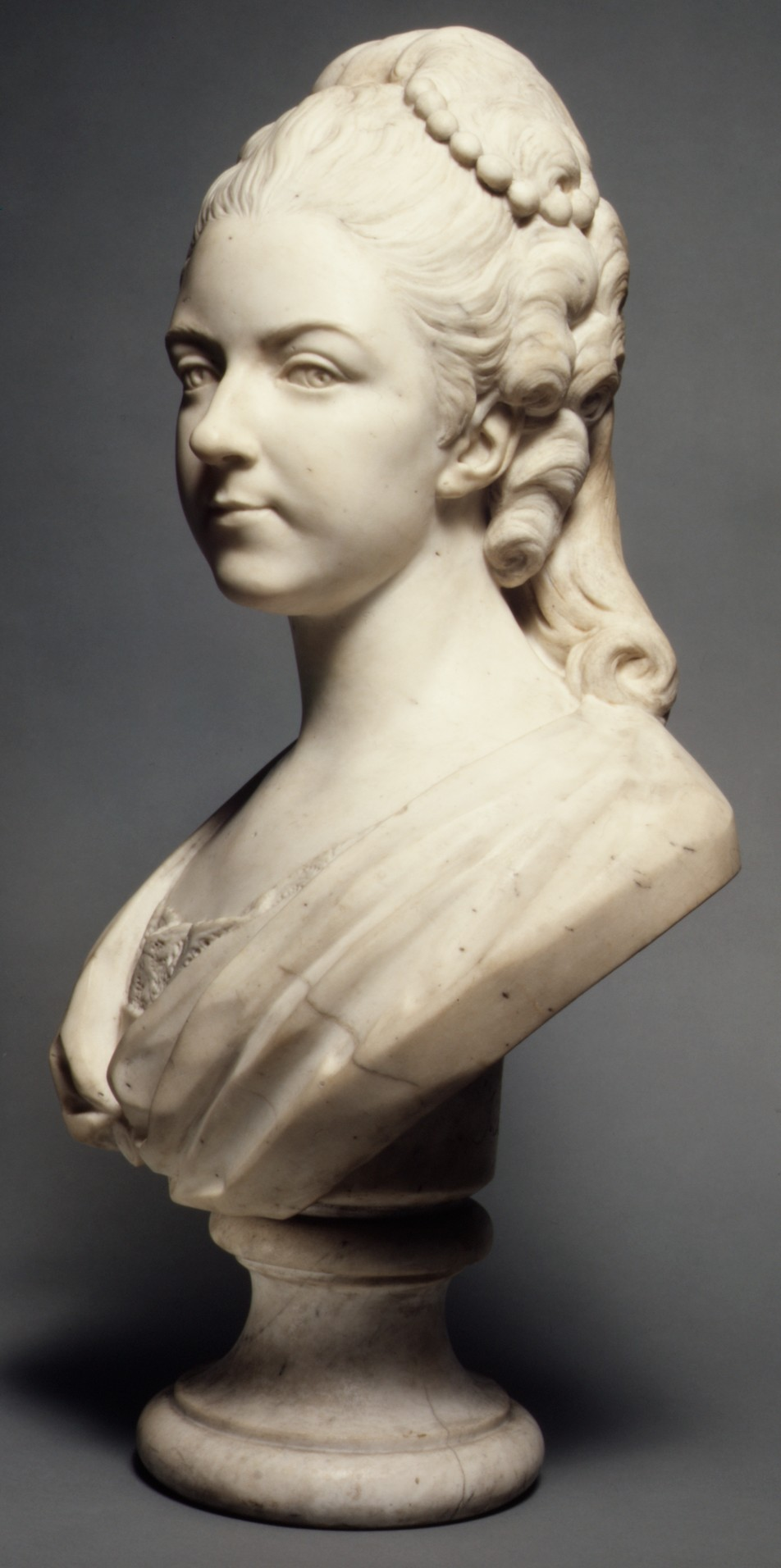
La duchessa de La Rochefoucauld (1774), Metropolitan Museum of Art